# جان تیتز
جان تیتز (به انگلیسی: John Tzetzes) (به یونانی: Ἰωάννης Τζέτζης) (متولد ۱۱۱۰ میلادی، قسطنطنیه، درگذشت ۱۱۸۰ میلادی، قسطنطنیه) شاعر و گرامرنویس (متخصص دستور زبان) بیزانسی بود، که در قرن دوازدهم میلادی می‌زیست. اثر مهم او، کیلیادز (Chiliades) هست.
تیتز، پدر یونانی و مادری گرجی (ایبریایی) داشت. در اثرش، تیتز، گزارش داده که مادربزرگش، خویشاوند شهبانو مریم از خاندان سلطنتی باگراتیونی، بوده که به همراه او به همراه خواهرش به قسطنطنیه آمد و بعدها همسر دوم سباستوس کرولاریوس کنستانتین و برادر/خواهر زاده پدرشاه، مایکل کلولاریوس شده است.